# Povstání Teng Mao-čchiho
Povstání Teng Mao-čchiho (čínsky pchin-jinem Dèng Màoqī zhīluàn, znaky tradiční 鄧茂七之亂) byla rolnická vzpoura probíhající v letech 1448–1449 v říši Ming za vlády císaře Jing-cunga, ve vnitrozemí provincie Fu-ťien na jihovýchodě Číny. Vzbouřili se nájemci odmítající platby statkářům nad rámec nájemních smluv. K potlačení povstání nestačily oddíly místní domobrany a musela být vyslána armáda. Ta v květnu 1449 porazila hlavní síly povstalců, rozptýlené zbytky rebelů byly zničeny a klid obnoven až roku 1452. 
Paralelně se vzpourou Teng Mao-čchiho probíhalo v letech 1447–1449 na pomezí Fu-ťienu, Če-ťiangu a Ťiang-si povstání horníků ilegálně dobývajících stříbro vedené Jie Cung-liouem.

## Situace před vypuknutím povstání
Roku 1436 vláda mingského císaře Jing-cunga přeměnila daně v obilí v některých jihočínských provinciích na platby ve stříbře, takzvaném „zlatém květinovém stříbře“ (ťin-čchua-jin, 金花銀). Na z toho plynoucí růst potřeby stříbra vláda roku 1438 reagovala uzavřením stříbrných dolů a zákazem drobné těžby stříbra na pomezí Če-ťiangu a Fu-ťienu, přičemž narušitelé zákazu byli popravováni. V přelidněném regionu s množstvím nezaměstnaných bylo legálních možností obživy pomálu a tak se těžba stříbra proměnila v ilegální podnikání provozované takzvanými hornickými bandity (kchuaj-cej). V polovině 40. let vláda reagovala organizací místní domobrany v systému pao-ťia (hlídky a desítky), v němž byli schopní muži z vesnic cvičeni k boji. Vláda jim přidělila zbraně, uložené ve vesnických zbrojnicích.
Roku 1447 se Jie Cung-liou, vůdce jedné skupiny horníků ilegálně těžících stříbro v horách mezi Če-ťiangem a Fu-ťienem, otevřeně postavil proti vládě. Začal shromažďovat stoupence, organizovat armádu a později se prohlásil králem (wang). Likvidace jeho povstání se protáhla do srpna 1449.

## Průběh povstání
Zatím ve vnitrozemí Fu-ťienu dozorci jednoho z pao, bratři Teng Mao-čchi a Teng Mao-pa, využili svého vlivu k podpoře nájemců v jejich požadavcích namířených proti statkářům. Nájemci požadovali zrušení „zimního daru“ (tung-šang), což byla dávka tradičně odváděná nad rámec nájemních smluv. V březnu 1448 statkáři žádali úřady o zatčení bratrů, ti se však zatčení ubránili a při odvetné akci zabili okresního přednostu. Jejich vzpoura měla úspěch, rychle získali podporu, a koncem léta už kontrolovali dvě okresní města.
Vláda se snažila situaci uklidnit, odpustila nezaplacené daně a udělila tříletou výjimku z pracovní povinnosti (v systému li-ťia). Radikálnější část rebelů se však nevzdala. Obě strany, rebelové i místní úřady se statkáři, využívaly organizace pao-ťia k odvodům značného množství rolníků do vojska, což způsobilo problémy při zemědělských pracích. Síla vojska rebelů dosáhla několika set tisíc mužů a Teng Mao-čchi se prohlásil králem. Ve druhé polovině roku 1448 boje zachvátily vnitrozemí Fu-ťienu, přičemž místní domobrana se s povstalci nebyla schopna vypořádat.
Vláda v září 1448 vyslala proti rebelům vojsko. Více než padesátitisícová vládní armáda se ukázala být rozhodující silou. Shromáždila se na severovýchodě Ťiang-si. Nejdříve zaútočila na rebely Jie Cung-lioua, kteří mezitím obsadili i hory na pomezí Fu-ťienu a Ťiang-si. Jie byl zabit v prosinci 1448, zbytky jeho stoupenců se poté stáhli na sever do jižního Če-ťiangu, kde byli v srpnu 1449 zničeni.
Zatím v únoru 1449 bratři Tengové po zradě spolubojovníka padli do zajetí a byli popraveni. Vedení povstání převzal jejich bratranec, záhy také zrazený. V květnu 1449 armáda zničila hlavní síly povstalců. Likvidace rozptýlených skupin rebelů trvala ještě nějakou dobu, úplný klid byl nastolen až roku 1452.

## Příčiny a důsledky porážky
Podle kanadského historika Timothy Brooka pachtýři ztratili osobní vztah k vesměs nepřítomným statkářům vyjadřovaný dary a chápali svůj vztah se statkáři jako ryze smluvní. Proto odmítali platby neuvedené ve smlouvě. Podle japonského historika Tanaky Masajošiho rebelové promarnili počáteční iniciativu pokusy o jednání s vládou, která však neměla zájem na ochraně lidu před místními elitami. Nicméně podle Tanaky to bylo první čínské rolnické povstání namířené ne proti okrádání ze strany úředníků, ale proti třídním vztahům. Povstalci přes rozsah své vzpoury nezískali širší podporu, místní džentry zůstala na straně vlády, obyvatelstvo bylo uspokojeno slibem osvobození od povinných prací na tři roky a horníci snížením povinných odvodů a zrušením trestů smrti za krádeže stříbra.
Úspěšné potlačení povstání Teng Mao-čchiho i související hornické vzpoury a také úspěšná tažení proti šanským státům na jihozápadních hranicích ve 40. letech 15. století patrně vedly mingského císaře Jing-cunga k přeceňování síly jeho vojsk. Ochotně se proto roku 1449 osobně postavil do čela armády v tažení proti Mongolům, které skončilo mingskou porážkou u Tchu-mu a zajetím císaře.